# Антиген (диадох)
 Тази статия е за военачалника на Александър III Македонски.  За веществата, предизвикващи имунен отговор, вижте Антиген.  
Антигѐн (на старогръцки: Αντιγένης) е македонски пълководец, диадох.
Антиген е военачалник при Александър III Македонски, по-рано служил и при бащата на Александър, Филип II Македонски. Ранен е и губи окото си в обсадата на Перинт в 340 година пр. Хр. След смъртта на Александър в 323 година пр. Хр. Антиген става сатрап в Суза. Сражава се със своите отряди хипасписти на страната на Евмен. След поражението на Евмен в 316 година пр. Хр. Антиген е пленен от вражеската армия на Антигон и е изгорен жив.